# Route nationale 6 (Madagaskar)

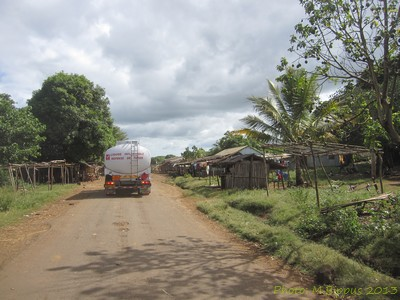
RN6 w Sadjoavato

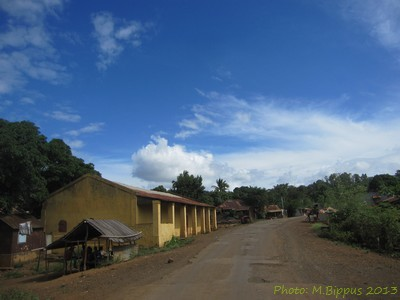
RN6 w Antsakoabe

Route nationale 6 – droga krajowa na Madagaskarze o długości 706 km. Droga prowadzi z Antsiranana do Ambondromamy i przechodzi przez 2 regiony: Diana i Sofia. Droga została utwardzona w 1992.
Chociaż większa część drogi jest utwardzona i w dobrym stanie to niektóre odcinki są w bardzo złym stanie technicznym.

## Przebieg
- Antsiranana
- Tsingy Rouge
- Anivorano Nord
- Rezerwat Ankarana
- Ambilobe (skrzyżowanie z RN5a)
- Ambanja
- Wodospad Mahamanina
- Maromandia
- Antsohihy
- Boriziny (lub też Port Berge)
- Mampikony
- Ambondromamy (skrzyżowanie z RN4)